# 美甘りか
美甘 りか（みあま りか、1999年12月12日 - ）は、日本の元AV女優。バンビプロモーション所属

## 略歴・人物
兵庫県神戸市出身。
趣味は音楽・アニメ、特技は卵料理・DJ。
2019年5月にAVデビュー。「友利ほのか（ともり ほのか）」名義でも出演している。

## 出演作品

### アダルトDVD
- 新人妄想美少女AVデビュー（5月13日、MOODYZ）※「友利ほのか」名義
- 「オナニーじゃ満足できなくて」 上京して2年セックスご無沙汰な色白美肌のEカップ女子大生ほのかkawaii*デビュー（5月25日、kawaii*）※「ほのか」名義
- 突撃風俗嬢ナンパ! 制服リフレ編 ヌキなしだが何故か過激制服オプがある隠れた名店の人気No.1美少女かのんちゃん(20才) 本番映像AV発売。 ナンパJAPAN EXPRESS Vol.107（5月25日、ナンパJAPAN）※「かのん」名義
- 世間様に非難されるビデオ 実の娘と性交する父親の狂気と、感じまくる娘の狂気…（6月25日、思春期.com）※「りか」名義
- 彼女はまだ恋を知らないおバカw（6月27日、MERCURY）
- 新人ナースの皆さん! フル勃起患者とぬちゅぬちゅ素股体験してみませんか? 股間にあたるデカチンに欲求不満ま●こはグショ濡れ!ガマンできずに男根丸呑みフェラ、自ら腰ふり逆ピストンで連続生中出しSEX!（6月28日、赤面女子）※オムニバス作品
- オヤジのハメ撮りドキュメント ねっとり濃厚に貪り尽くす体液ドロドロ汗だく性交（7月1日、Fitch）
- レズビアンに染められた新入社員（7月7日、ビビアン）[脚注 1]
- 円女交際 ドM陰キャ18歳 S級円光娘（7月7日、パコパコ団とゆかいな仲間たち）※「友利ほのか」名義
- 処女の幼馴染と童貞の僕がとっても恥ずかしいH練習! 擦るだけと素股したらヌルヌルのお股にズボッ!途端に顔が真っ赤になりプルプル痙攣!実は超多感症だった幼馴染!中に出されて失神寸前の彼女にもう一回ズボッ!そのまま2回戦生中出し!（7月12日、SCOOP）※オムニバス作品
- 逸材発掘 「私、エッチな漫画みたいなSEXがしたいんです」 SNSサポ募集で知り合った真面目系アニメオタクで恥ずかしがり屋の制服美少女AV出演（7月12日、宇宙企画）
- 【変態J●】 中高一貫の女子校に通う好奇心旺盛女子は、生中出しを希望する変態娘。（7月19日、DOC）※「りか」名義
- 帰省してきた美乳姪っ子のピン立ち乳首（7月25日、オーロラプロジェクト・アネックス）
- 姪交換 5 〜2人の叔父による調教姪っ子交換記録〜（7月26日、TMA）[脚注 2]
- ママには絶対内緒の動画。 〜義父と私のアブない関係〜（7月27日、FIRST STAR）
- 禁欲生活で性欲が爆発して男を監禁! W痴女の逆サンドイッチ種搾りSEX（8月1日、Fitch）[脚注 3]
- 透 SUKESUKE #007（8月2日、SUKESUKE）※「友利ほのか」名義
- 出張マジックミラー号 大阪編 威勢のいい関西弁から一転! 激ピスをすると「アカン!イってまう!」などとドエロい甘い言葉を連発!（8月8日、SODクリエイト）※「りか」名義、オムニバス作品
- 巷でウワサの■■ナンパser チ●ポの形をした飴をペロペロ舐めている女のコに声をかけたらヤレるのか!? チ●ポの形をした御神体が町を練り歩くチ○ポ祭りに潜入ナンパ!（8月9日、S級素人）[脚注 4]
- 生中出し巨乳制服美少女 Vol.008（8月9日、BAZOOKA）※オムニバス作品
- 外は灼熱の真夏日なのに学校へ登校したらエアコンが故障!?暑さに我慢できずスカートの奥のパンツに扇風機を当ててる“無防備”な女子を見ていたら…（8月12日、FIRST SATR）[脚注 5]
- SNSで「車内プチ」募集したら激かわたん女子校生が来てくれて本番までやらせてくれた件（8月12日、MERCURY）※オムニバス作品
- 紫の陰謀 連れ子に肉体関係を迫られて…（8月13日、禁断の果実）
- 顔出し!女子○校生限定 ザ・マジックミラー インタビュー中の素人娘にいきなりデカチン即ハメ! in池袋 はじめましてで巨根をねじこまれ戸惑う間もなくうぶオマ○コの感度は急上昇!激ピストンで制服着たまま本気イキ!!（8月19日、DEEP'S）※オムニバス作品
- 羞恥! 彼氏連れ素人娘をマシンバイブでこっそり攻めまくれ! 17 素人VSマシンバイブ 激安居酒屋にマジックミラー特設スタジオを設置 真夏の泥酔潮吹き娘編（8月22日、サディスティックヴィレッジ）※オムニバス作品
- 童貞さんいらっしゃい! 天使のような優しい巨乳介護士さん　チャレンジ・ザ・ミッション! 授乳手コキ&おっぱいハグ! 恥じらい赤面素股プレイ中ぐちょぐちょマ●コにヌルッと挿入筆おろし 5（8月23日、赤面女子）※オムニバス作品
- 性の喜びを覚えた女子大生の皆さんがチャレンジ! 今女子大生からOLまで大流行しているウー○ナ○ザーなど最新アダルトグッズ試してみませんか!? 制限時間内でイカずに我慢できたら謝礼プレゼント! イってしまったらもっとリアルな快楽責め! 最新アダルトグッズにコテンパンに負けてしまうビンカン女子大生たちSP（9月13日、S級素人）※オムニバス作品
- 新婚妻危険日中出し 管理人さんにエッチな下着姿を偶然見られパイパンマ○コにザーメンを注がれました（9月13日、アクアモール）
- 足コキならOK義妹! 親の再婚で女子●生の可愛い義妹ができた!しかも、超エッチな雰囲気を出している義妹は生足やパンチラを見せつけてきてボクは正気を保てません!簡単にヤレそうだから思い切ってエッチなお願いをしてみたら「さすがに義兄妹だから…足で触るだけならいいよ…!」と足コキならOKに!足コキだけでも興奮MAXで何度発射しても勃起がおさまらないチ●ポに義妹もだんだん興奮して…痙攣イキするほど感じまくり!（9月19日、ゴールデンタイム）※オムニバス作品
- 時間を止めるAV!なのにあえぎ声とピクつきをガマンできない敏感女優を「撮影になんねーよ!」と予定外の中出しレ●プ!（9月26日、サディスティックヴィレッジ）[脚注 6]
- 神パンスト 制服ロリ美少女の美脚を包んだ生ナマしいパンストを完全着衣でムレた足裏からつま先を味わい尽くす! 顔騎や足コキ、時には中出し時にはお尻にコスってぶっかけとやりたい放題! 発情させられた女の変態調教絶頂プレイを楽しむフェチAV（9月26日、親父の個撮）
- 駅で泣いていた女の子をお持ち帰りした件。色白Fカップパイパン承認欲求満たされたい系女子 池袋在住 りかちゃん（9月27日、S級素人）※「りか」名義
- すごくかわいい若い子 イラマ 体液 中出し（9月27日、S級素人）
- 鬼畜オヤジの性奴隷 無限調教によって狂わされた制服美少女（10月1日、プラネットプラス）
- ここは今から愛の巣です。（10月4日、ワープエンタテインメント）
- 就職活動女子大生生中出し面接 Vol.006（10月11日、S級素人）※オムニバス作品
- 生中出しアイドル枕営業 Vol.004（10月11日、BAZOOKA）※オムニバス作品
- 夜這いされて濡れる人妻（10月13日、アクアモール）※オムニバス作品
- 「えっ!これがブルマ?履いてみたい!ねえ、お兄ちゃん友達に見せたいから写真撮って!」 妹の突き出したブルマ尻に興奮しまくるボクはもう我慢の限界!気がついたら妹のブルマをずらしハメ!チ○ポをブッ刺しちゃいました! ボクの部屋に隠していたエログッズが妹に運悪く見つかってしまった!しかも大切にしていたブルマが見つかりピンチ!『変態!』とか言われるかと思っていたら、妹は「履いてみたい!」とまさかの反応!!ブルマを履いて、しかも『友達に写真見せたいから撮って!』とノリノリ!!妹が尻を突き出し見せつけてくるブルマ尻にもう我慢できない!勃起しまくりのチ○ポを妹のブルマ尻に押し付け、ついにはずらしハメ!何度も何度も突きまくって何度も何度もお尻に発射!!やべえと思ったら、妹は「もっとおま○こも突いて」と言ってきたので何度も何度も遠慮なく突きまくりました!（10月19日、Hunter）※オムニバス作品
- ヤリマン女子だらけのシェアハウスで男はボク1人! 都会のシェアハウスに引っ越してきたら周りは女性だらけで超ドキドキ!しかも、全員ヤリマン!もう期待しかない!!!そんなヤリマン女子に誘われて会って一日目で部屋に連れて行かれ脱がされたと思ったらそのままエッチされてしまった!!期待を遥かに上回る展開に何も考えられない!しかし、それが他のヤリマン女子に見つかってしまい部屋に連れて行かれ別の女子ともエッチ!その姿をまた別のヤリマン女子に見つかってしまい…と数珠つなぎでエッチしまくり!エッチ→見つかる→エッチ→見つかる…のノンストップの強制絶倫リレーで一日目にして金玉すっからかん!（10月19日、Hunter）※オムニバス作品
- 恋愛禁止の地下アイドルAV出演!マイクの代わりにチ○ポを握ってステージ衣装で生中出しSEX!（10月19日、エンペラー）※「アイアイ」名義
- M男水責め溺れ依存 唾液・聖水・アナル責め（10月25日、M男パラダイス）
- 性欲モンスターのひきこもり義兄が連続中出し!（11月7日、アイエナジー）※オムニバス作品
- ごっくん学園 〜みんなのフェラチオ公衆便所〜（11月8日、REAL）
- 女子●生『絶対領域』イタズラ身体測定（11月19日、アパッチ）※オムニバス作品
- 給食センター女性職員セクハラ健康診断（11月19日、お夜食カンパニー）※オムニバス作品
- 僕の奥様は教え子の女子○生（11月23日、シャーク）
- ひらひら制服プリーツスカートの白綿パンチラ（11月25日、アロマ企画）※オムニバス作品
- M男大好き美少女の僕を手玉に取る羞恥責めと濃密ペニバン性交（11月25日、MEGAMI）
- 素人18歳ナンパ GET!! No.207 少し浮かれた夏休み 女子○生編（12月7日、桃太郎映像出版）※オムニバス作品
- カフェで働く普通の女の子の不慣れでひたむきな挑発 着衣の女性にイカされたいおじさんを癒してあげる!（12月13日、アロマ企画）
- 想像できない誰にも見せられない有名私立女子●生の本性丸出しナマ交尾 07（12月13日、宇宙企画）※オムニバス作品
- ノーブラ女子○生のおっぱいチラリのパンツチラリ攻撃。 「お兄ちゃん、私のカラダ成長したでしょ?」と久しぶりにあった妹が、懐いて甘えて全力誘惑してくるから、チ○ポで成長を確かめてあげたら、子犬みたいにキャンキャン喜んだ。（12月26日、SWITCH）※オムニバス作品

- 妹が俺のこと好き過ぎて、体操服の匂い嗅ぎながら教室でオナニーしてたのを先生に見られたらしいんだが…（1月7日、かぐや姫Pt）
- 代々木で見つけた優しい女子校生に18cmメガチ○ポを素股してもらったらこんなヤラしい事になりました。（1月9日、アイエナジー）※オムニバス作品
- ボクの可愛い妹を売ります。 小さい頃からずっとボクのいいなりの妹をこれから犯しに行ってきます…（1月19日、アパッチ）※オムニバス作品
- 素人ナンパでセンズリ鑑賞 6 見るだけでいいんです!だからちょっと僕のチ●ポ見てもらえませんか?（1月19日、かぐや姫Pt）※オムニバス作品
- 無垢な性欲（2月1日、S-Cute）※オムニバス作品
- マジックミラー号 どうしても内定が欲しい就活中の女子大生はセクハラしまくりの変態面接でも受け入れてくれる!? 就職活動を頑張る女子大生4名厳選収録（2月6日、SODクリエイト）※オムニバス作品
- 痴女歯科衛生士のゴム手袋手コキマゾ射精CLEANING! 2（2月7日、MEGAMI）※オムニバス作品
- 発情彼氏と従順彼女 実家で親に内緒の声我慢エッチ（2月14日、ケイ・エム・プロデュース/ヒメゴト）※オムニバス作品
- 円光女子●生 はじめての種付け孕ませ（2月25日、ホームルーム/妄想族）※オムニバス作品
- 射精コントロールフェラチオ! 寸止め鬼我慢でイキたいのにイカせてくれない猛焦らしがたまらなく気持ちイイ。（2月25日、SEX Agent/妄想族）※オムニバス作品
- 日焼け部活美少女猥褻レイプ（2月28日、TMA）※オムニバス作品
- 雑魚寝してたらボクの布団に友達の彼女が潜り込できて… 3寝ぼけキスには彼氏のフリして応じておいて 目覚めて拒否るカノジョに「こんなに勃起させたのキミだから」とイキ声ガマンさせ何度も奥突き!（3月13日、Z-MEN）※オムニバス作品
- 最強属性 39（3月27日、プレステージ/最強属性）
- 思わず勃起してしまう もろパン美少女 りか（4月9日、フェチ眼）
- 超勃起薬とド痴女 ～精力剤サプリメントで快感UPしてイキまくる映像～（5月25日、SEX Agent/妄想族）※オムニバス作品
- 美女たちの足裏をふやけるまで舐めたい!（6月11日、レイディックス）※オムニバス作品
- えっちな女子校生の淫語かたりかけぐちゅぐちゅ連続絶頂スク水オナニー 4（6月25日、アイエナジー）※オムニバス作品
- 痴女おねえさんが出す生暖かい聖水を口イッパイに感じたい（8月19日、MEGAMI）※オムニバス作品
- まるで本物の舌みたい!?なクンニローターで昇天（9月13日、アロマ企画）※オムニバス作品
- ミニスカM字開脚でマウントとられながら雑巾絞りオイル手こきでヌルヌルち○ぽ弄ばれ続ける（10月7日、アロマ企画）※オムニバス作品
- ヤンキー座りでこっそり一服フェラ（10月7日、アロマ企画）※オムニバス作品
- 三世代近親相姦 IV（11月19日、グローリークエスト）[脚注 7]
- 黒パンストJ○ シースルーパンチラ×パンストビリビリ挑発オナニー（12月13日、アロマ企画）※オムニバス作品

- おしっこ114連発 98人（9月2日、グローリークエスト）

- 神アプリで知り合ったエロカワ現役女子大生に生中出し 09（4月11日、宇宙企画）

### アダルトVR
- お兄ちゃん連呼! 仮想兄妹体験VR 妹に甘え声で超密着されて… 誘惑に負けちゃったボク（6月20日、kawaii* VR）※「友利ほのか」名義
- 脇を見ながら乳を揉むVR（7月3日、KMPVR）※オムニバス作品
- あなたの事を大好きすぎるツンデレ妹が寝ているあなたをマンコで誘惑! 寝たまま中出しおねだりSEX!!（7月5日、4K VR）
- 顔騎楽園（7月12日、KMPVR）※オムニバス作品
- 常に舐められっぱなし3P（7月13日、KMPVR-bibi-）[脚注 8]
- 美人2人に中出しデキル! 1万人目の購入者に当選しちゃったボク（7月28日、宇宙企画VR）[脚注 9]
- オイルエステ×過激×3P（8月2日、KMPVR）
- 顔舐め手コキVR 2（8月29日、KMPVR）※オムニバス作品
- 水泳部の先輩と競泳&変態水着で中出しSEX（10月1日、KMPVR-bibi-）
- 「出しても出しても勃起チ●ポが治まらねぇ!」非モテ絶倫オヤジが清純ビッチな家出ムスメを『オジサン気持ちいいよぉ…お願いもう挿れて』と涙目で懇願させてイキ狂いさせる神クンニとガッツキSEX（10月10日、ワープエンタテインメント）
- 新時代の抱き合わせワリキリスタイル!! J○2人まとめて援交VR 友達と一緒だったらこわくない!?セット価格で大胆過激にエロサービス!禁断気分も気持ちよさも倍々に味わえる高画質VR!!（10月11日、変態紳士倶楽部）[脚注 10]
- 素人レズカップル限定 非主観イチャラブレズSEX覗き見VR（10月25日、ビビアン）※オムニバス作品 [脚注 11]
- buz流ホワイトハンズ! 不妊治療の一環で精子チェック!発射した精子を上手くキャッチ出来ない新米ナースのりかちゃんに何度もイカされまくった挙句中出しキャッチ!（10月31日、VR buz）
- 「おじさん大好きっ♡」 黒髪清楚な見ための淫乱J○とホテルまで我慢できず出会ったその場で生ハメ中出しカーSEX（11月3日、こあらVR）
- ウブ娘のセックストレーニング（11月8日、CASANOVA）
- 素人レズビアン 唾液を垂らしまくるいやらし～いレズキスを見つめるVR（11月20日、ビビアン）※オムニバス作品 [脚注 12]
- ミスした美少女ウェイトレスに土下座させエッチな命令をしたらなんでも言うこと聞いたので生ハメ中出しまでしてやったモンスタークレーマーVR（11月22日、こあらVR）
- 制服美少女と性交 VR（11月28日、ドリームチケット）
- 痴女歯科衛生士 胸を押し当て誘惑! エスカレートしていく痴女行為!（12月18日、ブイワンVR）
- アナル悪戯VR（12月24日、ワープエンタテインメント）※オムニバス作品
- 完全ノーモザイク 双頭ディルドフェラ見せつけレズVR（12月27日、ビビアン）※オムニバス作品 [脚注 13]

- buz流がちゃヘル! 優等生系デリヘル嬢りかちゃんががちゃ持ってやってきた! プレイ内容はがちゃ次第!?（3月6日、VR buz）
- 淫乱淫語美少女 ～センパイとホテルで秘密のデート～（3月27日、CASANOVA）
- ミニスカポリス出動! 裸の僕を「タイホしちゃうぞ!」とミニスカポリス痴女責めの嵐!（4月16日、MILU VR）[脚注 14]
- ドMな彼女がパンツを見せて恥じらいながらおねだりしてきた（4月30日、SODクリエイト）※オムニバス作品
- VRドラマ劇場 レンタルオフィス 完全版（5月16日、VR総研9課）[脚注 15]
- 水泳のコーチになり競泳水着のエロストレッチを凝視! 水着のチェックでいじりまくり! コーチ特権で生徒を味見のハメまくり!（5月21日、MILU VR）[脚注 16]
- リアル性交サバイバル PACOLOR JAPAN VR（5月31日、TMA）[脚注 17]
- 新人美乳アイドルの中出し枕営業 「プロデューサーさん 私の中にいっぱい出して下さい!」（6月19日、TEPPAN）
- ソドムの性（7月8日、ROOKIE）[脚注 18]
- 憧れのレースクイーンと2人きりの撮影会! エッチなポーズを近くでローアン接写で撮りまくり! レースクイーンと夢の中出し着衣ハメ!（8月5日、MILU VR）

- かわいい系総勢16名の超フェチ図鑑! 持ってけ総勢16人百科事典! 枢木あおい 山本蓮加 河奈亜依 皆月ひかる 美甘りか 月宮ねね 乙咲あいみ 他超かわいい素人たちも大量放出!!（1月26日、VR総研9課）※オムニバス作品
  - アナルだよ! 全員集合!! vol.3（3月25日、VR総研9課）※上記作品から一部コーナーを単体配信したもの。
  - 変態フェチセレクション おしっこぶっかけ vol.2（3月29日、VR総研9課）※上記作品から一部コーナーを単体配信したもの。

### イメージDVD
- 純系美少女ライブラリー（2019年7月1日、CRANE）※「涼原りりか」名義
- 純系美少女シンフォニー（2019年8月1日、CRANE）※「涼原りりか」名義[2]
- 美少女図鑑 絶頂志願（2019年9月27日、スパシスビジュアル）※「天海果林」名義

## 書籍・出版物

### デジタル写真集
- LOVEPOP デラックス 美甘りか 001（2021年6月9日、LOVEPOP）
- LOVEPOP デラックス 美甘りか 002（2021年7月14日、LOVEPOP）

### 雑誌
- 週刊実話増刊 ザ・ダブー 2019年12月6日号（日本ジャーナル出版） - グラビア「従順ラブドール」